# Schenkenfelden (Gemeinde Schenkenfelden)
Schenkenfelden ist ein Ort im Mühlviertel Oberösterreichs wie auch Gemeindehauptort, Ortschaft und Katastralgemeinde der Marktgemeinde Schenkenfelden im Bezirk Urfahr-Umgebung.

## Geographie
Der Marktort Schenkenfelden befindet sich etwa 25 Kilometer nördlich des Stadtzentrums von Linz, 10 Kilometer westlich von Freistadt und 7 Kilometer südöstlich von Bad Leonfelden, wenige Kilometer südlich der tschechischen Grenze.
Der Ort liegt im Leonfeldner Hochland auf um die 735 m ü. A. Höhe.
Die Ortschaft Schenkenfelden umfasst um die 350 Gebäude mit etwa 1.000 Einwohnern, das sind 2⁄3 der Gemeindebevölkerung.
Zum Ortschaftsgebiet gehört auch die Einzellage Hammerbichl östlich, und der Kalvarienberg nördlich.
Das Katastralgebiet mit 824,23 Hektar erstreckt sich etwa 5 km vom Hirtstein (844 m ü. A.) im Norden bis hinter den Sauberg (784 m ü. A.) im Süden, und knapp 4 km vom Bucheck (776 m ü. A.) und Bannholz im Westen bis zum Hammerbichl (786 m ü. A.) im Osten.
Durch den Ort fließt der Kettenbach, der nicht wie im Mühlviertel üblich nach Süden zur Donau, sondern nach Norden zur Moldau nach Tschechien fließt, der Ort liegt also nördlich der Europäischen Wasserscheide und gehört zum Einzugsgebiet Elbe.
Die Straßen verlaufen sternförmig aus dem Ort, Süd–Nord verläuft die L1489 Schenkenfeldener Straße (L1498 in Reichenau – B38 in Vorderkönigschlag), ostwärts die L1499 Tischberger Straße (über Tischberg zur L1498 in Hirschbach). Die anderen Straßen sind Gemeindestraßen und Güterwege.
Nachbarorte, -ortschaften und -katastralgemeinden
| Bad Leonfelden (St.) Stiftung bei Leonfelden (KG, Gem. Bad Leonfelden) | Königschlag (KG) Vorderkönigschlag (O)      | Oberdorf (Gem. Hirschbach i.Mkr., Bez. Freistadt)                                        |
| Langbruck (O, Gem. Bad Leonfelden)                                     | Kompassrose, die auf Nachbargemeinden zeigt | Tischberg (O) Guttenbrunn (KG) Vorwald (O) (alle Gem. Hirschbach i.Mkr., Bez. Freistadt) |
| Liebenschlag (O) Dietrichschlag (KG, Gem. Bad Leonfelden)              | Steinschild (O) Schild (O)                  | Lichtenstein (O u. KG)                                                                   |

## Wirtschaft und Infrastruktur

### Windpark Schenkenfelden
Nordöstlich des Orts liegt am Bucheck der Windpark Schenkenfelden. Er umfasst 2 Windkraftanlagen von Typ NEG Micon M1800-600/48, mit einer Nennleistung von je 0,6 MW, einer Nabenhöhe von 48 m und einem Rotordurchmesser von 60 m. Die Anlagen wurden September 1998 (als dritter Windpark Oberösterreichs) in Betrieb genommen. Sie werden von der Zukunfts-Energie GmbH betrieben.
Die Windräder können bei Windgeschwindigkeiten zwischen 3 und 20 m/s (11 und 70 km/h) Strom produzieren, die Nennleistung ist bei 13 m/s (46 km/h, frischer bis starker Wind). Die Jahresleistung beträgt etwa
1,8 Mio. kWh (Jahresbedarf von etwa 470 Haushalten, etwa 600.000 l Heizöl).
Ein weiterer Windpark ist am Steinberg im Königschlag in Diskussion (4–6 aktuelle Anlagen, knapp doppelt so hohe Türme, mit dreifacher Leistung je Anlage). Außerdem wurde mit dem Windmasterplan Oberösterreich 2011 bei Lichtenstein die Vorrangzone Hirschbach im Mühlkreis ausgewiesen, eine weitere Vorrangzone ist Großtraberg im Brunnwald.

### Biomassekraftwerk Schenkenfelden
Seit 1999 ist auch ein Biomasse-Heizwerk in Betrieb. Das Kleinkraftwerk hat 2 Kessel mit einer Leistung von 1.100 und 850 kW und produziert Nahwärme (Heizwärme und warmes Nutzwasser) für etwa 60 Gebäude im Ortskern.

## Kultur und Sehenswürdigkeiten
- Pfarrkirche hl. Ägidius: Langhaus des Barock, der Turm von der Vorkirche der Spätgotik. Das Interieur ist modern.
- Kalvarienberg: Oktogonale barocke Kalvarienbergkirche, 14 kapellenartige Kreuzwegstationen

## Nachweise
- 41622 – Schenkenfelden. Gemeindedaten der Statistik Austria

1. ↑  Windkraft in Oberösterreich hat Tradition (Memento des Originals vom 12. November 2013 im Internet Archive)  Info: Der Archivlink wurde automatisch eingesetzt und noch nicht geprüft. Bitte prüfe Original- und Archivlink gemäß Anleitung und entferne dann diesen Hinweis., land-oberoesterreich.gv.at > Themen > Umwelt > Energie > Windkraftmasterplan Oberösterreich;
10 Jahre Windpark Schenkenfelden, igwindkraft.at, 12. September 2008.
2. ↑  Zukunfts-Energie GmbH im FirmenABC, abgerufen am 12. September 2021.
3. 1 2  Marktgemeinde Schenkenfelden (Memento des Originals vom 12. November 2013 im Internet Archive)  Info: Der Archivlink wurde automatisch eingesetzt und noch nicht geprüft. Bitte prüfe Original- und Archivlink gemäß Anleitung und entferne dann diesen Hinweis., esv.or.at → Gemeinden → Vorzeigeprojekte
4. ↑  Windpark in Schenkenfelden geplant, ooe.orf.at, 17. August 2011;
Lostag für Windpark Schenkenfelden: Gemeinde berät über Flächenwidmung. In: OÖ Nachrichten online, 22. April 2013;
Neuer Anlauf für Windpark Schenkenfelden – Gegner gehen auf die Straße. Gernot Fohler, in: Bezirksrundschau online, meinbezirk.at, 22. April  2013.